# Antônio Conselheiro

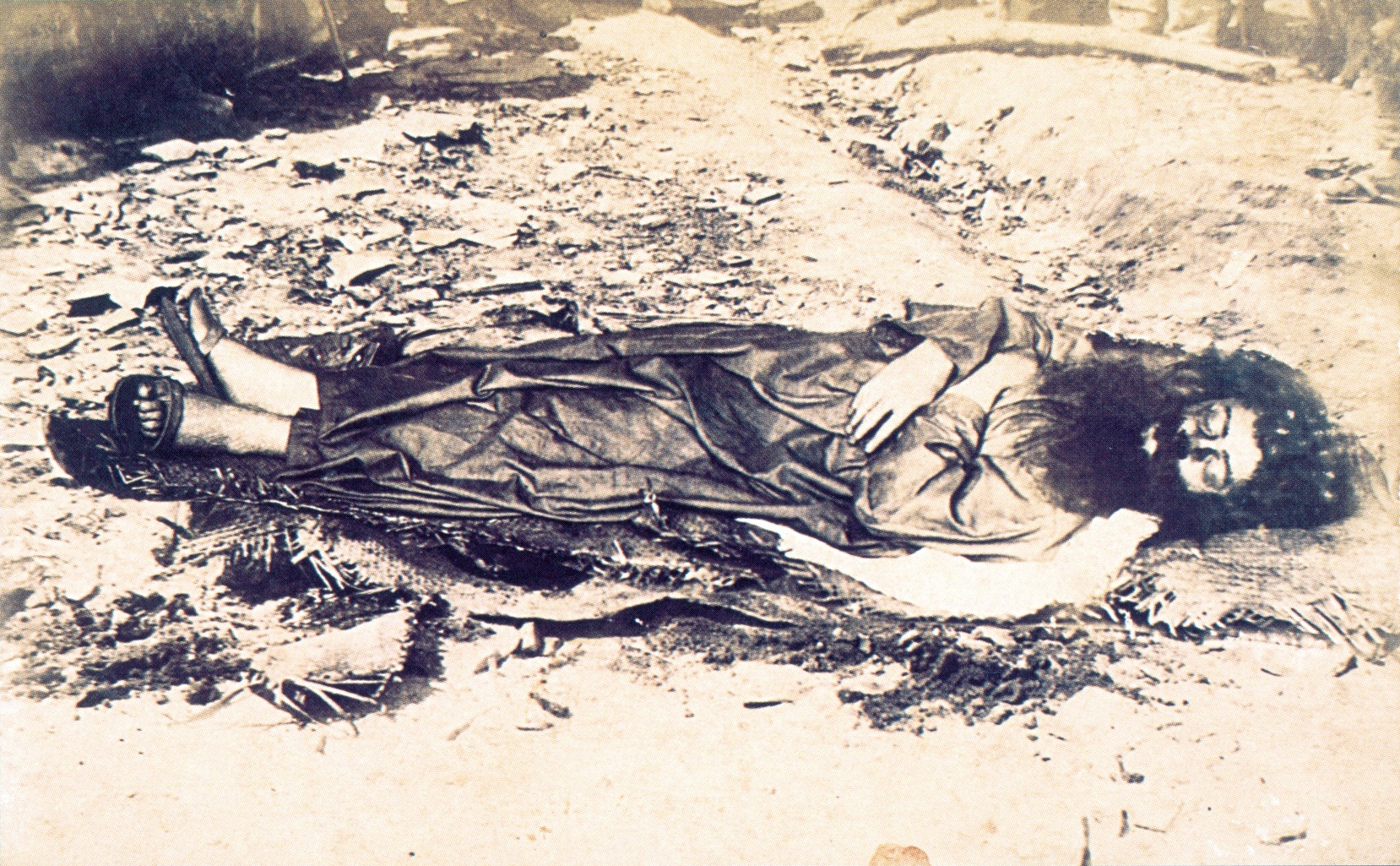
Det enda fotografiet av Antonio Conselheiro, taget efter hans död 1897

Antônio Vicente Mendes Maciel (Quixeramobim, 13 mars 1830 - Canudos, 22 september 1897), mer känd som Antonio Conselheiro, var en social ledare i Brasilien.
Antonio Vicente föddes i en fattig bondfamilj i nordöstra Brasilien. Han uppfostrades från barndomen till att bli präst, eftersom prästämbetet var ett av de få alternativ som fanns för att röra sig uppåt på samhällsstegen för de fattigaste på den brasilianska landsbygden. Efter att ha fått en grundutbildning, var han efter faderns död tvungen att överge inriktningen till präst och ägnades sig åt mindre affärsverksamhet, men intresserade sig också för en mystik som kombinerade kristna begrepp med en messiansk profetia, långt från den ortodoxa katolska kyrkan. Efter att ha lämnat sin familj 1861 blev Antonio Vicente en karismatisk person på landsbygden i nordöstra Brasilien, där han under tre decennier lockade många anhängare bland de fattigaste i regionen, vilka gav honom namnet Antonio Rådgivaren (på portugisiska Antonio Conselheiro).